# Holocentrus rufus
El candil rufo o carajuelo rufo es la especie Holocentrus rufus, un pez marino de la familia holocéntridos, distribuida por el Atlántico oeste, desde las costas de Carolina del Sur (EE. UU.) hasta el sur de Brasil, por todo el mar Caribe y Golfo de México. Otros nombres vernáculos menos usados son: candil ojón (en Venezuela), candil soldado (en Nicaragua), diablito (en Colombia) o matejuelo (en Cuba).

## Importancia para el hombre
Se puede encontrar en los mercados fresco, aunque no es usado normalmente como fuente de alimento, además de que se debe tener precaución con su ingesta pues se han descrito casos de envenenamiento por ciguatera; también es muy empleado en acuariología marina.

## Anatomía
Cuerpo esbelto algo comprimido, con color rojo con rayas horizontales blancas, tiene una longitud máxima descrita de 25 cm aunque se ha descrito una captura de 35 cm. En la aleta dorsal tiene 11 espinas y unos 15 radios blandos, mientras que en la aleta anal tiene 4 espinas y unos 10 radios blandos, con una conspicua mancha blanca en el extremo de cada espina de la aleta dorsal. La mandíbula superior se extiende hacia atrás hasta la mitad de su enorme ojo.

## Hábitat y biología
Vive en aguas superficiales marinas de pocos metros de profundidad, asociado a arrecifes de coral. Tiene hábitos nocturnos, permaneciendo durante el día escondido en agujeros y cuevas mientras que durante la noche se desplaza por los fondos de arena y praderas de algas alimentándose de crustáceos, moluscos y estrellas de mar.